# Chiesa anglicana d'Australia
La Chiesa anglicana d'Australia (Anglican Church of Australia) è una Chiesa cristiana in Australia e una provincia autonoma della Comunione anglicana. In Australia è la seconda Chiesa cristiana con più fedeli, dopo la Chiesa cattolica. 